# COSAG

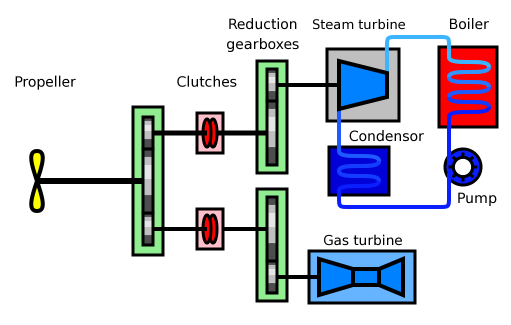
Schéma pohonného systému COSAG: Kotel generuje páru pro parní turbínu (vpravo nahoře) a po průchodu turbínou je pára opět zkapalňována v kondenzátorech a pumpována zpět do kotle. Plynová turbína (vpravo dole) není závislá na externím pomalém ohřevu pracovního média.

COSAG (anglická zkratka za Combined steam and gas) je kombinovaný námořní pohonný systém, který používá zapojení parní a plynové turbíny. Ty přes spojku a převodovku pohánějí jeden společný lodní šroub. Převodovka slouží jednak k přenesení hnací síly obou turbín na jednu hřídel, ale také ke snížení otáček hřídele, aby lodní šroub mohl pracovat efektivně.
Spojka umožňuje volit mezi konfigurací pohonu, kdy běží pouze jedna z turbín, či kdy běží obě. Parní turbína umožňuje ekonomickou plavbu, ale její start trvá dlouho (nejprve je třeba dosáhnout pracovního tlaku páry). Plynová turbína se využívá při plavbě maximální rychlostí (spolu s parní turbínou), či při rychlé akceleraci a rychlém startu.
Toto zapojení bylo použito hlavně na první generaci lodí poháněných plynovými turbínami. Například u Royal Navy torpédoborce třídy County a fregaty třídy Tribal (Type 81).